# Michael Hirst
Michael Hirst (21 de septiembre de 1952, Bradford) es un guionista y productor inglés más conocido por sus películas Elizabeth (1998) y Elizabeth: la edad de oro (2007), así como por las series de televisión ganadoras del premio Emmy Los Tudor (2007-2010) y Vikings (2013-2020). Hirst es propietario de Green Pavilion Entertainment, una productora que lanzó en diciembre de 2017.

## Primeros años de vida
Hirst nació en Bradford, West Yorkshire y creció en Ilkley. Fue educado en Bradford Grammar School y asistió a la London School of Economics. Recibió una licenciatura conjunta de primera clase en literatura inglesa y estadounidense de la Universidad de Nottingham y estudió los escritos de Henry James en el Trinity College de Oxford.
Hirst originalmente iba a ser académico, pero decidió convertirse en guionista después de que Nicolas Roeg leyera uno de sus cuentos y le pidiera que escribiera guiones para él.

## Carrera
Hirst fue el escritor principal, creador y productor ejecutivo de la serie dramática de televisión de Showtime Los Tudor, que se emitió de 2007 a 2010. Cuenta la historia del rey Enrique VIII y sus seis esposas, así como su corte y los dilemas durante su reinado.
Hirst es uno de los coautores del guion del libro de James Dalessandro, 1906. La historia sigue a un joven que descubre una serie de secretos y mentiras que dejaron a San Francisco muy vulnerable a los incendios que lo destruyeron tras el terremoto de 1906. Hirst también había sido elegido para escribir la adaptación cinematográfica del libro más vendido de Stuart Hill, The Cry of the Icemark, antes de que quedara en suspenso y también estaba preparando una adaptación del libro de Bernard Cornwell Agincourt, que cuenta la historia del rey Enrique V de Inglaterra y la batalla de Azincourt.
En 2011 coprodujo la serie Camelot con Chris Chibnall para Starz.
Hirst produjo la serie de televisión The Borgias para Showtime. The Borgias cuenta la historia de la famosa casa de Borja. Está protagonizada por Jeremy Irons como el Papa Alejandro VI, su primer papel regular en la serie. El programa fue creado por Neil Jordan, el rodaje comenzó en el verano de 2010 y duró tres temporadas.
Hirst estuvo luego escribiendo luego el guion para un largometraje sobre María I de Escocia con Working Title Films, protagonizado por Saoirse Ronan. La película se desarrolló después sin la participación de Hirst y se estrenó en 2018, escrita por Beau Willimon y dirigida por Josie Rourke.
Hirst creó Vikings, que se estrenó en 2013, siendo la primera incursión del History Channel en el drama serializado. Está protagonizada por Gabriel Byrne, Travis Fimmel, Clive Standen, Katheryn Winnick, Jessalyn Gilsig y Gustaf Skarsgård.
En 2019, Hirst comenzó a trabajar con el escritor Jeb Stuart en la secuela de Vikings llamada Vikings: Valhalla, que se desarrolla aproximadamente 100 años después del final de Vikings y fue lanzada en Netflix en 2022.
En 2021, Epix compró Billy the Kid, de la que Hirst fue el guionista y productor ejecutivo y que se estrenó en 2022.

## Vida personal
Tiene dos hijas: Maude Hirst y Georgia Hirst. Han aparecido en sus programas, la primera en Los Tudor  y ambas en Vikings.

## Filmografía
Como guionista
- 1988 The Deceivers
- 1988 Dondequiera que estés (Gdzieśkolwiek jest, jeśliś jest. . . )
- 1990: Fools of Fortune
- 1991 The Ballad of the Sad Café
- 1991: Cita con Venus
- 1994: La tabla de Flandes
- 1998: Elizabeth
- 2002: Casanova - Amo a todas las mujeres (Il giovane Casanova)
- 2005: No tengas miedo - La vida del Papa Juan Pablo II
- 2007 Elizabeth: La edad de oro
- 2022: Billy el Niño (serie de TV)

Como productor ejecutivo
- 2011: The Borgias (Los Borgia, 5 episodios)

Como creador, guionista y productor ejecutivo (showrunner)
- 2007-2010: Los Tudor (Los Tudor, 38 episodios en 4 temporadas)
- 2011: Camelot (10 episodios)
- 2013-2020: Vikings (89 episodios en 6 temporadas)
- desde 2022: Vikings: Valhalla